# Dick Schoenaker
Dick Schoenaker (Ede, 1952. november 30. –) világbajnoki ezüstérmes holland labdarúgó, középpályás.

## Pályafutása

### Klubcsapatban
1973–74-ben a  Wageningen, 1974 és 1976 között a De Graafschap labdarúgója volt. 1976-ban igazolta le az Ajax, ahol kilenc idényen át szerepelt. Ez alatt az idő alatt hat bajnoki címet és két holland kupát nyert a csapattal. 1985–86-ban az FC Twente, 1986 és 1988 között a  Vitesse játékosa volt. 1988-ban fejezte be az aktív labdarúgást.

### A válogatottban
1978 és 1985 között 13 alkalommal szerepelt a holland válogatottban és hat gólt szerzett. Tagja volt az 1978-as világbajnoki ezüstérmes csapatnak.

## Sikerei, díjai
Hollandia
- Világbajnokság
  - ezüstérmes: 1978, Argentína

 Ajax
- Holland bajnokság
  - bajnok (6): 1976–77, 1978–79, 1979–80, 1981–82, 1982–83, 1984–85
- Holland kupa (KNVB beker)
  - győztes: 1979, 1983
  - döntős: 1978, 1980, 1981

## Statisztika

### Mérkőzései a holland válogatottban
| Hollandia | Hollandia            | Hollandia                               | Hollandia     | Hollandia | Hollandia  | Hollandia     | Hollandia | Hollandia |
| #         | Dátum                | Helyszín                                | Hazai         | Eredmény  | Vendég     | Kiírás        | Gólok     | Esemény   |
| --------- | -------------------- | --------------------------------------- | ------------- | --------- | ---------- | ------------- | --------- | --------- |
| 1.        | 1978. június 14.     | Córdoba, Estadio Chateau Carreras (ARG) | Ausztria      | 1 – 5     | Hollandia  | vb-középdöntő | -         | 61'       |
| 2.        | 1979. november 21.   | Lipcse, Zentralstadion                  | NDK           | 2 – 3     | Hollandia  | Eb-selejtező  | -         |           |
| 3.        | 1980. január 23.     | Vigo, Estadio de Balaídos               | Spanyolország | 1 – 0     | Hollandia  | barátságos    | -         | 55'       |
| 4.        | 1980. március 26.    | Párizs, Parc des Princes                | Franciaország | 0 – 0     | Hollandia  | barátságos    | -         |           |
| 5.        | 1980. szeptember 10. | Dublin, Lansdowne Road                  | Írország      | 2 – 1     | Hollandia  | vb-selejtező  | -         | 64'       |
| 6.        | 1982. szeptember 1.  | Reykjavík, Laugardalsvöllur             | Izland        | 1 – 1     | Hollandia  | Eb-selejtező  | 1         | 51'       |
| 7.        | 1982. szeptember 22. | Rotterdam, Feijenoord Stadion           | Hollandia     | 2 – 1     | Írország   | Eb-selejtező  | 1         | 1'        |
| 8.        | 1982. december 19.   | Aachen, Tivoli Stadion (FRG)            | Málta         | 0 – 6     | Hollandia  | Eb-selejtező  | 2         | 39' 51'   |
| 9.        | 1983. február 16.    | Sevilla, Ramón Sánchez Pizjuan Stadion  | Spanyolország | 1 – 0     | Hollandia  | Eb-selejtező  | -         |           |
| 10.       | 1983. április 27.    | Utrecht, Stadion Galgenwaard            | Hollandia     | 0 – 3     | Svédország | barátságos    | -         | 46'       |
| 11.       | 1985. február 27.    | Amszterdam, Stadion De Meer             | Hollandia     | 7 – 1     | Ciprus     | vb-selejtező  | 2         | 30' 79'   |
| 12.       | 1985. május 1.       | Rotterdam, Feijenoord Stadion           | Hollandia     | 1 – 1     | Ausztria   | vb-selejtező  | -         |           |
| 13.       | 1985. május 14.      | Budapest, Népstadion                    | Magyarország  | 0 – 1     | Hollandia  | vb-selejtező  | -         |           |
|           | Összesen             |                                         |               | 13        | mérkőzés   |               | 6         | gól       |